# Pethia erythromycter
Pethia erythromycter — можлива назва українською Червононосий барбус — маленька субтропічна прісноводна риба роду Pethia родини коропових. Вперше описана у 2008 році. Латинська назва походить від грецьких слів «erythro», яке означає «червоний», та «mykter» — «ніс».
Зустрічається на території М'янма: в малих річках та струмках біля міста М'їчина (верхня частина басейну річки Іраваді) та в озері Індагий (Indawgyi).
Довжина риби не перевищує 3,5  см.
Утримується як акваріумна риба.